# (144332) 2004 DV24
(144332) 2004 DV24 est un astéroïde Apollon et aréocroiseur, classé comme potentiellement dangereux. Il fut découvert par NEAT à l'observatoire du Haleakalā le 21 février 2004.